# Amway Arena

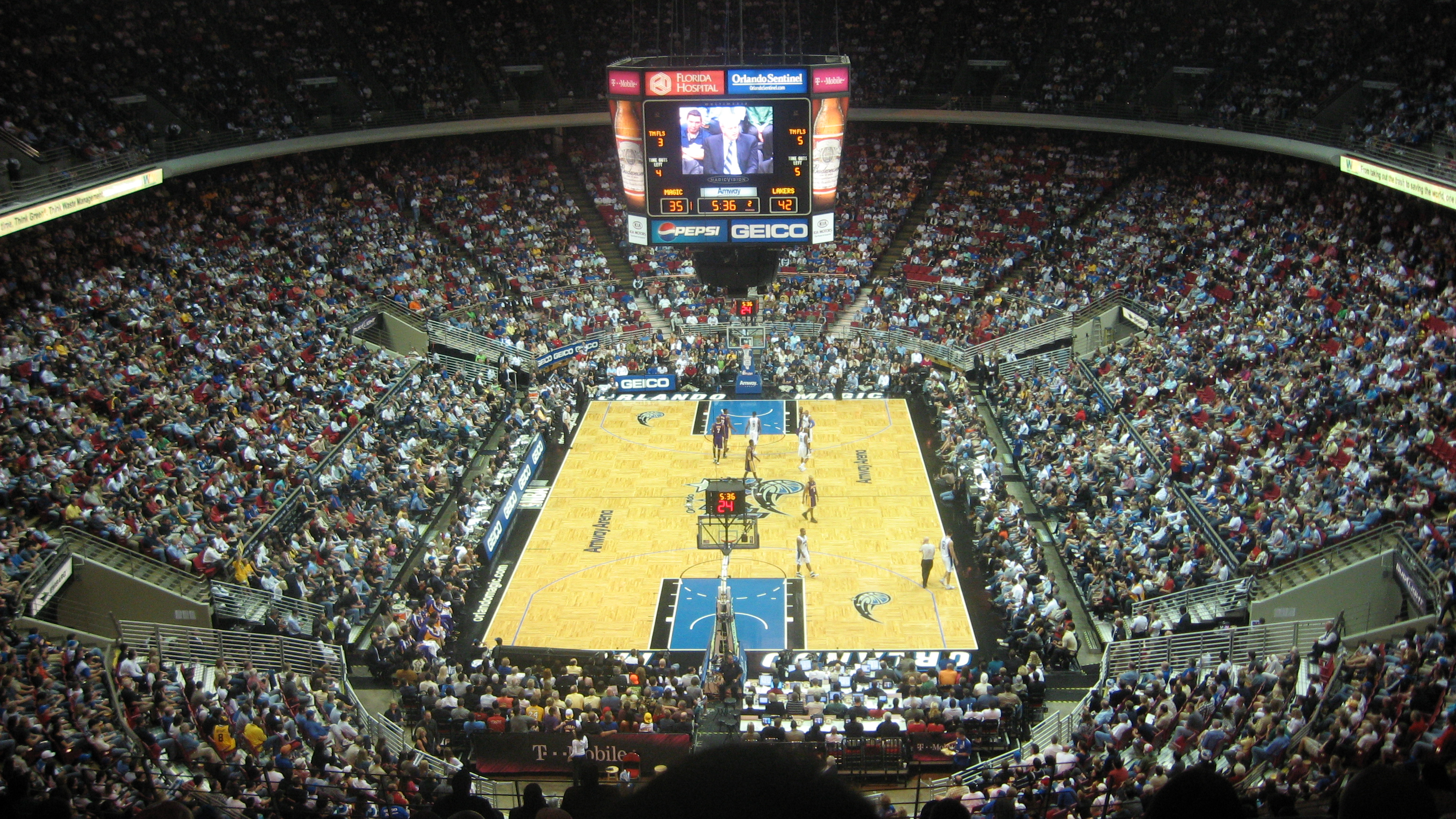
Spiel Orlando Magics gegen die LA Lakers in der Amway Arena

Die Amway Arena (ehemals Orlando Arena, TD Waterhouse Centre, und The Arena in Orlando) war eine mittlerweile abgerissene Multifunktionsarena in der US-amerikanischen Stadt Orlando. Es diente hauptsächlich als Spielstätte der Orlando Magic (NBA), der Orlando Predators (AFL) und der Orlando Sharks (MISL), es fanden aber auch zahlreiche andere Veranstaltungen statt.
Die Arena wurde 1989 gebaut und wurde nur durch öffentliche Gelder finanziert. Im Jahr 1999 sicherte sich TD Waterhouse die Namensrechte, bis sie 2006 von Amway abgelöst wurden.
2006 wurden auch Pläne für eine neue Arena bekannt, die 480 Millionen US-Dollar kostet und zur Saison 2010/11 fertiggestellt werden soll. Das unter anderem von HOK Sport entworfene Amway Center hat eine Kapazität von bis zu 20.000 Plätzen. Am 1. Oktober 2010 wurde die neue Arena eröffnet und am 29. des Monats fand das erste NBA-Saisonspiel der Orlando Magic dort statt. Die Amway Arena war seit dem Ende der NBA-Saison 2009/2010 geschlossen und der größte Teil wurde am 25. März 2012 um 7:30 Uhr (Eastern Time) gesprengt.